# Janik Haberer
Janik Haberer, né le 2 avril 1994 à Wangen im Allgäu, est un footballeur allemand. Il joue au poste de milieu offensifà l'Union Berlin.

## Biographie
Haberer est passé du FC Memmingen à SpVgg Unterhaching à l'âge de 16 ans en janvier 2011. Là, il a d'abord joué dans la ligue B-Youth et a ensuite été dans la saison 2011/12 a 17 ans dans la ligue A-Youth dans la Bundesliga U-19. Là, il a attiré l'attention par son bon développement. C'est pourquoi il a commencé à se préparer pour la deuxième moitié de la saison avec l'équipe professionnelle le 6 janvier et a convaincu l'entraîneur Heiko Herrlich.
Bien que toujours éligible pour les U-19, Haberer a débuté à l'âge de 17 ans dix mois et deux jours dans la saison 2011/12 pour l'équipe professionnelle de la 3e ligue alors qu'il était dans le onze de départ contre Chemnitzer FC (1:5) dans le match à l'extérieur le 4 février 2012, la 24e journée de la saison. En avril 2012, Haberer a signé son premier contrat professionnel avec SpVgg Lors de la dernière journée de la saison 2011/12, Haberer a réalisé son premier but à la 74e minute du match à l'extérieur contre le 1er FC Saarbrücken (2:4).
Pendant les vacances d'hiver de la saison 2014/15, Haberer est passé en Bundesliga au TSG 1899 Hoffenheim. Le 17 janvier 2014, il signe un contrat de quatre ans et demi jusqu'au 30 juin 2018 Lors de sa première saison à Hoffenheim, Haberer ne joue que dans la deuxième équipe de la quatrième division du Southwest Regional League.
Afin d'acquérir de l'expérience de jeu à un niveau plus élevé, Haberer a été prêté au VfL Bochum pour la saison 2015/16 en 2e Bundesliga.
Pour la saison 2016/17, Haberer est passé au SC Fribourg, promu en Bundesliga Haberer a marqué son premier but en Bundesliga lors du match nul 1:1 contre le Bayer 04 Leverkusen lors de la 13e journée de cette saison.

### En équipe nationale
Il dispute avec les espoirs le championnat d'Europe espoirs en 2017. Il joue trois matchs lors de ce tournoi. L'Allemagne remporte la compétition en battant l'équipe d'Espagne en finale.

## Palmarès
Allemagne espoirs
- Vainqueur du championnat d'Europe espoirs en 2017

## Statistiques
| Saison                | Club                  | Championnat           | Championnat | Championnat | Coupe(s) nationale(s) | Coupe(s) nationale(s) | Compétition(s) continentale(s) | Compétition(s) continentale(s) | Compétition(s) continentale(s) | Total | Total |
| Saison                | Club                  | Division              | M.          | B.          | M.                    | B.                    | Comp.                          | M.                             | B.                             | M.    | B.    |
| 2011-2012             | SpVgg Unterhaching    | 3. Liga               | 3           | 1           | -                     | -                     | -                              | -                              | -                              | 3     | 1     |
| 2012-2013             | SpVgg Unterhaching    | 3. Liga               | 15          | 1           | -                     | -                     | -                              | -                              | -                              | 15    | 1     |
| 2013-2014             | SpVgg Unterhaching    | 3. Liga               | 35          | 8           | -                     | -                     | -                              | -                              | -                              | 35    | 8     |
| Sous-total            | Sous-total            | Sous-total            | 0           | 0           | 0                     | 0                     | -                              | 0                              | 0                              | 0     | 0     |
| 2014-2015             | TSG Hoffenheim        | Bundesliga            | -           | -           | -                     | -                     | -                              | -                              | -                              | 0     | 0     |
| Sous-total            | Sous-total            | Sous-total            | 0           | 0           | 0                     | 0                     | -                              | 0                              | 0                              | 0     | 0     |
| 2015-2016             | VfL Bochum (prêt)     | 2. Bundesliga         | 33          | 3           | 4                     | 1                     | -                              | -                              | -                              | 37    | 4     |
| Sous-total            | Sous-total            | Sous-total            | 0           | 0           | 0                     | 0                     | -                              | 0                              | 0                              | 0     | 0     |
| 2016-2017             | SC Fribourg           | Bundesliga            | 32          | 3           | 2                     | 1                     | -                              | -                              | -                              | 34    | 4     |
| 2017-2018             | SC Fribourg           | Bundesliga            | 33          | 3           | 3                     | 1                     | C3                             | 2                              | 0                              | 38    | 4     |
| 2018-2019             | SC Fribourg           | Bundesliga            | 27          | 1           | 1                     | 0                     | -                              | -                              | -                              | 28    | 1     |
| 2019-2020             | SC Fribourg           | Bundesliga            | 25          | 2           | 1                     | 0                     | -                              | -                              | -                              | 26    | 2     |
| 2020-2021             | SC Fribourg           | Bundesliga            | 14          | 0           | -                     | -                     | -                              | -                              | -                              | 14    | 0     |
| 2021-2022             | SC Fribourg           | Bundesliga            | 26          | 3           | 4                     | 0                     | -                              | -                              | -                              | 30    | 3     |
| Sous-total            | Sous-total            | Sous-total            | 0           | 0           | 0                     | 0                     | -                              | 0                              | 0                              | 0     | 0     |
| 2022-2023             | Union Berlin          | Bundesliga            | 32          | 5           | 4                     | 0                     | C3                             | 9                              | 0                              | 45    | 5     |
| 2023-2024             | Union Berlin          | Bundesliga            | 17          | 0           | 1                     | 1                     | C1                             | 5                              | 0                              | 23    | 1     |
| Sous-total            | Sous-total            | Sous-total            | 49          | 5           | 5                     | 1                     | -                              | 14                             | 0                              | 68    | 6     |
| Total sur la carrière | Total sur la carrière | Total sur la carrière | 292         | 30          | 20                    | 4                     | -                              | 16                             | 0                              | 328   | 34    |